# Långasjön (Kyrkhults socken, Blekinge, 624739-141844)
Långasjön är en sjö i Olofströms kommun i Blekinge och ingår i Skräbeåns huvudavrinningsområde.